# Силквуд
«Силквуд» (англ. Silkwood) — кинофильм режиссёра Майка Николса, вышедший на экраны в 1983 году. Сюжет фильма основан на реальных фактах из жизни Карен Силквуд, погибшей при невыясненных обстоятельствах во время расследования предполагаемых нарушений на заводе Kerr-McGee, где она работала.

## Сюжет
Карен Силквуд ведёт ничем не примечательную жизнь: целыми днями она трудится на заводе по переработке плутония, изредка навещая своих троих детей, которые живут в другом городе вместе с её бывшим гражданским мужем.
Руководство завода, в стремлении успеть в срок выполнить обязательства по контракту, заставляет служащих работать сверхурочно, халатно относясь при этом к их безопасности. Несколько сотрудников, в том числе и сама Карен, подвергаются радиоактивному облучению. После того, как она узнаёт, что негативы фотографий неисправных топливных стержней были ретушированы, а записи о нарушениях мер безопасности изменены, Карен решает действовать и вступает в местный профсоюз.
Она едет в Вашингтон, где рассказывает профсоюзным чиновникам о происходящем на заводе. Тех заинтересовывает её история, но они требуют предоставить доказательства нарушений, чтобы можно было обнародовать инцидент в прессе. Карен возвращается на работу и начинает собирать доказательства, когда один из сотрудников завода замечает это. Спустя некоторое время у неё дома обнаруживается серьёзное радиоактивное загрязнение, что становится поводом для обвинений в краже радиоактивных материалов. Проверка показывает, что сама Карен оставляет радиоактивный след — её доза в тысячи раз превышает допустимую и в сотни раз превышает дозу других работников, облучившихся во время прошлой аварии. Она решает, что руководство завода пытается отравить её радиоактивными изотопами, чтобы избавиться от неё. В итоге, ей удаётся собрать необходимое количество материала для журналистов. По пути на встречу с репортёром из The New York Times Карен погибает в автокатастрофе.

## В ролях
- Мерил Стрип — Карен Силквуд
- Курт Рассел — Дрю Стивенс
- Шер — Долли Пелликер
- Крэйг Т. Нельсон — Уинстон
- Дайана Скаруид — Анджела
- Тесс Харпер — Линда Доусон
- Фред Уорд — Морган
- Рон Сильвер — Пол Стоун
- Сьюди Бонд — Тельма Райс
- Дэвид Стрэтэйрн — Уэсли
- Джим Бивер — директор завода

## Награды и номинации
Полный перечень наград и номинаций — на сайте IMDB.
| Премия                         | Категория                         | Имя                    | Результат |
| ------------------------------ | --------------------------------- | ---------------------- | --------- |
| Оскар                          | Лучшая режиссура                  | Майк Николс            | Номинация |
| Оскар                          | Лучшая женская роль               | Мерил Стрип            | Номинация |
| Оскар                          | Лучшая женская роль второго плана | Шер                    | Номинация |
| Оскар                          | Лучший оригинальный сценарий      | Нора Эфрон, Элис Арлен | Номинация |
| Оскар                          | Лучший монтаж                     | Сэм О’Стин             | Номинация |
| Золотой глобус                 | Лучший драматический фильм        |                        | Номинация |
| Золотой глобус                 | Лучшая режиссура                  | Майк Николс            | Номинация |
| Золотой глобус                 | Лучшая актриса в драме            | Мерил Стрип            | Номинация |
| Золотой глобус                 | Лучшая актриса второго плана      | Шер                    | Победа    |
| Золотой глобус                 | Лучший актёр второго плана        | Курт Рассел            | Номинация |
| BAFTA                          | Лучшая актриса                    | Мерил Стрип            | Номинация |
| BAFTA                          | Лучшая актриса второго плана      | Шер                    | Номинация |
| Премия Гильдии сценаристов США | Лучшая оригинальная драма         | Нора Эфрон, Элис Арлен | Номинация |